# Rolando Giono
Rolando Giono (nacido el 8 de marzo de 1987) es un exboxeador profesional panameño.

## Carrera Profesional
Giono debutó el 29 de septiembre de 2007 cuando derroto a su compatriota Josué Arauz por nocaut en el segundo asalto, el 18 de octubre de 2008 fue derrotado por primera vez por el compatriota Julio Camaño por decisión unánime en cuatro asalto en el Gimnasio Yuyin Luzcando, el 11 de abril de 2012 fue derrotado por Jezreel Corrales por Decisión unánime en ocho asaltos por el título Pluma de la Comisión de Boxeo Profesional Panamá en el Hotel Véneto, el 27 de marzo de 2015 derroto al venezolano Tony Gómez por decisión mayoritaria en donde ganó el título Fedecaribe Superpluma de la AMB en el Hotel Sortis, el 20 de junio de 2015 perdió ante Emanuel López por nocaut técnico en el decimó asalto por el título mundial interino peso ligero de la AMB en Palenque de Gallos. El 24 de mayo de 2018 perdió ante Jackson Martínez por decisión unánime en once asalto por el título Fedelatin peso ligero de la AMB en el centro de convenciones el Caribe. Peleó por última vez el 11 de septiembre de septiembre de 2019 cuando fue derrota por el nicaragüense Oliver Flores por nocaut técnico en el segundo asalto en el Centro de Convenciones Vasco Núñez de Balboa.

## Récord Profesional
| '22 Ganadas (16 knockouts), 12 Derrotas(3 knockouts), 0 Empates',1 Sin Resultados |           |                    |      |              |            |                                                                        |                                               |
| Res.                                                                              | Récord    | Oponente           | Tipo | Round Tiempo | Fecha      | Lugar                                                                  | Notas                                         |
| P                                                                                 | 22-12-(1) | Oliver Flores      | TKO  | 2 (8)        | 2019-09-11 | Centro de Convenciones Vasco Núñez de Balboa, Ciudad de Panamá, Panamá |                                               |
| P                                                                                 | 22-11-(1) | Barnie Arguelles   | DQ   | 6 (8)        | 2019-08-21 | Bohíos Alegres, Ciudad de Panamá, Panamá                               |                                               |
| P                                                                                 | 22-10-(1) | Jackson Mariñez    | UD   | 11 (11)      | 2018-05-24 | Centro Convecciones el Caribe, Pétion-Ville, Haití                     |                                               |
| G                                                                                 | 22-9-(1)  | Edgar Guillen      | TKO  | 2 (8)        | 2017-12-22 | Sociedad Española, Ciudad de Panamá, Panamá                            |                                               |
| P                                                                                 | 21-9-(1)  | Frank Urquiaga     | PTS  | 8 (8)        | 2017-11-11 | Bilbao Arena, Bilbao, España                                           |                                               |
| P                                                                                 | 21-8-(1)  | Cristian Báez      | UD   | 10 (10)      | 2017-05-20 | Hotel Véneto, Ciudad de Panamá, Panamá                                 |                                               |
| G                                                                                 | 21-7-(1)  | Addir Sánchez      | RTD  | 3 (8)        | 2017-04-01 | Hotel Véneto, Ciudad de Panamá, Panamá                                 |                                               |
| G                                                                                 | 20-7-(1)  | Kendry Galban      | TKO  | 1 (8)        | 2017-03-11 | Centro Recreacional Yesterday, Turmero, Venezuela                      |                                               |
| G                                                                                 | 19-7-(1)  | Alfredo Mirabal    | RTD  | 4 (8)        | 2017-02-11 | Centro Recreacional Yesterday, Turmero, Venezuela                      |                                               |
| G                                                                                 | 18-7-(1)  | Denilson Herrera   | TKO  | 4 (8)        | 2016-08-09 | Fantastic Casino, Albrook Mall, Panamá                                 |                                               |
| P                                                                                 | 17-7-(1)  | Miguel Berchelt    | TKO  | 3 (12)       | 2015-12-19 | Coliseo Yucatán, Mérida, México                                        |                                               |
| P                                                                                 | 17-6-(1)  | Emanuel López      | TKO  | 10 (12)      | 2015-06-20 | Palenque de Gallos, Comitán, México                                    | Por el título mundial interino Superpluma AMB |
| G                                                                                 | 17-5-(1)  | Tony Gómez         | MD   | 9 (9)        | 2015-03-27 | Hotel Sortis, Ciudad de Panamá, Panamá                                 | Gana el título Fedecaribe Superpluma AMB      |
| G                                                                                 | 16-5-(1)  | Nelson Guillen     | TKO  | 2 (8)        | 2014-10-04 | Gimnasio Municipal, 24 de Diciembre, Panamá                            |                                               |
| G                                                                                 | 15-5-(1)  | Julio Camaño       | TKO  | 4 (8)        | 2014-04-25 | Hotel El Panamá, Ciudad de Panamá, Panamá                              |                                               |
| SR                                                                                | 14-5-(1)  | Nelson Guillen     | NC   | 2 (8)        | 2014-02-08 | Cancha de Canto del Llano, Santiago, Panamá                            |                                               |
| G                                                                                 | 14-5      | José Fonseca       | UD   | 6 (6)        | 2013-11-02 | Turiscentro Panamá, Paso Canoas, Panamá                                |                                               |
| G                                                                                 | 13-5      | Stanley Méndez     | KO   | 3 (8)        | 2013-05-22 | Hotel RIU, Ciudad de Panamá, Panamá                                    |                                               |
| G                                                                                 | 12-5      | Fabián Marimon     | KO   | 1 (8)        | 2012-11-17 | Fantastic Casino, Albrook Mall, Panamá                                 |                                               |
| P                                                                                 | 11-5      | Jezreel Corrales   | SD   | 8 (8)        | 2012-04-11 | Hotel Véneto, Ciudad de Panamá, Panamá                                 | Por el tituló Pluma CBPP                      |
| P                                                                                 | 11-4      | Jezreel Corrales   | SD   | 8 (8)        | 2011-11-23 | Arena Roberto Duran, Juan Díaz, Panamá                                 |                                               |
| G                                                                                 | 11-3      | Javier Coronado    | SD   | 8 (8)        | 2011-09-08 | Arena Roberto Duran, Juan Díaz, Panamá                                 |                                               |
| G                                                                                 | 10-3      | José Aguirre       | TKO  | 4 (6)        | 2010-10-28 | Hotel Véneto, Ciudad de Panamá, Panamá                                 |                                               |
| G                                                                                 | 9-3       | Saimon Siris       | UD   | 6 (6)        | 2010-08-05 | Hotel Véneto, Ciudad de Panamá, Panamá                                 |                                               |
| G                                                                                 | 8-3       | Elvis Aguirre      | TKO  | 4 (8)        | 2010-07-02 | Centro de Convenciones COOPEVE, Santiago, Panamá                       |                                               |
| G                                                                                 | 7-3       | Arístides Quintero | TKO  | 3 (8)        | 2010-01-21 | Centro de Convenciones Atlapa, Ciudad de Panamá, Panamá                |                                               |
| P                                                                                 | 6-3       | Julio Camaño       | UD   | 6 (6)        | 2009-10-09 | Arena Roberto Duran, Juan Díaz, Panamá                                 |                                               |
| G                                                                                 | 6-2       | Daniel Deago       | SD   | 6 (6)        | 2009-08-08 | Gimnasio Yuyin Luzcando, Betania, Panamá                               |                                               |
| G                                                                                 | 5-2       | Marcos Sune        | SD   | 6 (6)        | 2009-02-19 | Centro de Convenciones Atlapa, Ciudad de Panamá, Panamá                |                                               |
| P                                                                                 | 4-2       | Antonio Fernández  | MD   | 6 (6)        | 2008-10-30 | Centro de Convenciones Figali, Fuerte Amador, Panamá                   |                                               |
| G                                                                                 | 4-1       | Dennis Avilés      | KO   | 1 (4)        | 2008-10-18 | Gimnasio Nº 1 de La Sabana, San José, Costa Rica                       |                                               |
| P                                                                                 | 3-1       | Julio Camaño       | UD   | 4 (4)        | 2008-08-02 | Gimnasio Yuyin Luzcando, Betania, Panamá                               |                                               |
| G                                                                                 | 3-0       | Javier Jiménez     | TKO  | 2 (4)        | 2008-04-25 | Gimnasio Yuyin Luzcando, Betania, Panamá                               |                                               |
| G                                                                                 | 2-0       | Armando Carpintero | MD   | 4 (4)        | 2007-11-17 | Gimnasio Escolar, David, Panamá                                        |                                               |
| G                                                                                 | 1-0       | Josué Arauz        | KO   | 2 (4)        | 2007-09-29 | Jardín Los Mellos, Alanje, Panamá                                      |                                               |